# Diphyllobothriidae
Diphyllobothriidae is een familie van parasitaire wormen (lintwormen) die vooral voorkomen bij vissoorten. Volgens de hier geraadpleegde database zijn er negen geslachten en meer dan 85 soorten.

## Levenscyclus

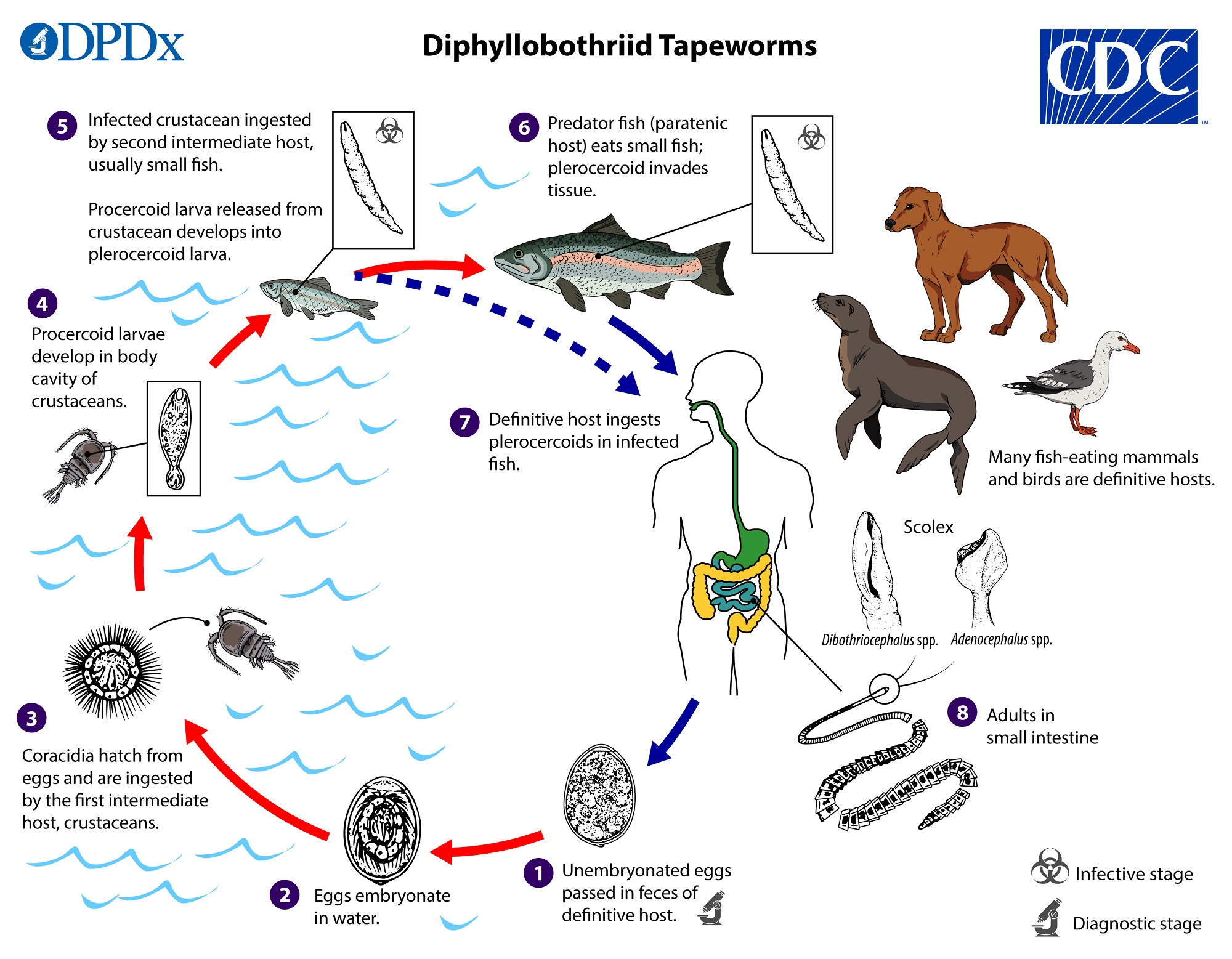
Levenscyclus

## Taxonomische indeling
- Geslacht Digramma
  - Digramma interrupta
  - Digramma sp. (nog acht soorten)
- Geslacht Diphyllobothrium
  - Diphyllobothrium cordatum
  - Diphyllobothrium dendriticum
  - Diphyllobothrium ditremum
  - Diphyllobothrium klebanovskii
  - Diphyllobothrium lanceolatum
  - Diphyllobothrium latum (vislintworm)
  - Diphyllobothrium nihonkaiense
  - Diphyllobothrium pacificum
  - Diphyllobothrium polyrugosum
  - Diphyllobothrium stemmacephalum
  - Diphyllobothrium sp. (nog >=4 soorten)
- Geslacht Diplogonoporus
  - Diplogonoporus balaenopterae
  - Diplogonoporus grandis
- Geslacht Duthiersia
  - Duthiersia fimbriata
- Geslacht Ligula
  - Ligula colymbi
  - Ligula intestinalis
  - Ligula sp. (meer dan 50 soorten onderscheiden met DNA-onderzoek)
- Geslacht Probothriocephalus
- Geslacht Schistocephalus
  - Schistocephalus solidus
- Geslacht Sparganum
  - Sparganum mansoni
  - Sparganum proliferum
- Geslacht Spirometra
  - Spirometra decipiens
  - Spirometra erinaceieuropaei
  - Spirometra folium
  - Spirometra mansonoides
  - Spirometra